# Esporte feminino no Brasil
O esporte feminino no Brasil é a trajetória do esporte e as competições esportivas exclusivamente praticado por mulheres brasileiras, que é marcado por superações, conquistas memoráveis e desafios. A atuação e presença de mulheres brasileiras em atividades esportivas, tradicionalmente masculinas no país, data desde o século XIX, mas é somente durante o século XX que se ganha notoriedade.
Algumas mulheres pioneiras desafiaram as convenções da época e começaram a competir a partir do início do século XX. Em resumo, o esporte feminino no Brasil evoluiu significativamente ao longo do século XX e no início do século XXI, superando barreiras e vencendo preconceitos. Atletas femininas demonstraram, consistentemente, destaques através de sua capacidade, talento e dedicação em meio a uma visão ainda patriarcal, onde romperam paradigmas e serviram de exemplo e inspiração para as gerações vindouras de mulheres que desejam envolver-se no mundo dos esportes. Esta jornada promoveu a igualdade de gênero, fortalecendo a confiança e determinação das mulheres em todo o país, assim, consolidando a importância do esporte como um agente de transformação na sociedade brasileira e mundial!

## História
No Brasil, na primeira metade do século XX, a sociedade era desfavorável para a prática esportiva das mulheres, por isso, não tinha uma quantidade significativa de pessoas do sexo feminino praticantes de atividades físicas e esportivas. No entanto, mesmo com um cenário sociocultural negativo, a participação feminina nos esportes e atividades físicas teve seu processo inicial na década de 1920, nos clubes por intermédio das jovens filhas de imigrantes, que vieram do continente europeu e já valorizavam os esportes e exercícios.
A década de 1930 é marcada pela participação da nadadora Maria Lenk nos Jogos Olímpicos, o primeiro campeonato feminino de bola ao cesto, e os Jogos Femininos do Estado de São Paulo; esses eventos contribuíram para a abertura da participação das mulheres nas práticas esportivas. Entretanto, essa inserção não evolui muito nas próximas décadas, pois, em 14 de abril de 1941, o Decreto da Lei n° 3.199, no seu artigo 54, no governo de Getúlio Vargas, restringiu a prática esportiva da mulheres conforme a sua incompatível natureza, sendo esse decreto, vigente até 1975. Em contrapartida, no ano de1965, por meio da Deliberação n° 7/65, o Conselho Nacional de Desportos (CND) liberou a prática esportiva feminina, no entanto, com exceção das lutas; futebol de campo, salão e praia; polo; rugby, halterofilismo; e beisebol.
Até a década de 1980, o esporte brasileiro era gerido de forma amadora, prejudicando tanto homens quanto mulheres. Era comum que os maiores atletas brasileiros, devido às más condições, ou obtivessem apenas alguns bronzes esporádicos ou sequer ganhassem medalhas, quando eram favoritos ao ouro, ou pelo menos a obter uma medalha. Nos Jogos Olímpicos de Verão de 1948, realizados em Londres, Piedade Coutinho resultou em duas finais, terminando em sexto nos 400 metros livres, e sexto nos 4 × 100 metros livres, juntamente com Eleonora Schmitt, Maria da Costa e Talita Rodrigues. Coutinho também nadou aos 100 metros livres, não chegando à final. Para ela, no entanto, a final dos 400 metros livres não era um motivo de comemoração. Naquele ano, ela havia feito uma excepcional 5m20s3, suficiente para a medalha de prata olímpica. Mas as más condições de viagem para a Europa, alojamento e alimentação, e a perda de forma devido aos vários dias sem treinar devido à longa viagem, teve o seu preço. Isso era típico do esporte brasileiro naqueles dias; condições semelhantes também custaram as medalhas à Maria Lenk e Manuel dos Santos.
Nos Jogos Olímpicos de Verão de 1932, realizado em Los Angeles, nos Estados Unidos, durante as paradas no percurso, os atletas tiveram o compromisso de vender cerca de 55 mil sacas de café nos portos para que pudessem financiar a própria viagem para os Jogos, porém, nem todos acabaram conseguindo.
Outro fator que sempre dificultou o Brasil a ter maior projeção no esporte foi a inferioridade financeira e tecnológica frente aos estadunidenses e europeus. Ao longo das décadas, foram sendo inventados novos uniformes e materiais esportivos revolucionários; não sofriam com o acúmulo de água; davam grande vantagem aos poucos atletas que os utilizavam; e eram mais leves. Só com a massificação do esporte, após os anos 1990, que esta vantagem foi anulada.
Neste sentido, podem também ser incluídos os generalizados casos de doping dos anos 70 e 80, realizados pela Alemanha Oriental e outras potências esportivas, muitas vezes no esporte feminino, onde foram batidos recordes mundiais que perduraram por décadas ou que se mantém até hoje, com isto, inviabilizaram ainda mais qualquer pretensão do esporte feminino em países menos desenvolvidos, como o Brasil.
De década de 1990 em diante, porém, o esporte mundial mudou e se aperfeiçoou, juntamente ao do Brasil. A década de 1990, se caracterizam pelo surgimento e crescimento dos canais de TV por assinatura com 24 horas de programação diária destinada ao esporte, o que possibilitou maior destaque as competições femininas sendo exibidos na televisão. As transformações de fazer parte do cotidiano, acabaram por provocar uma mudança de paradigma no esporte mundial, promovendo o mesmo. Com isto, também aumentou exponencialmente a participação feminina nos esportes em todo o mundo.
Não por acaso, a Seleção Brasileira de Voleibol Feminino e a Seleção Brasileira de Basquetebol Feminino começaram a ganhar medalhas mundialmente na década de 1990, se consolidando de 2000 em diante. Mais tardiamente, na década de 2010, ocorre o mesmo com a Seleção Brasileira Feminina de Handebol e a Seleção Brasileira de Ginástica Artística Feminina. Outros problemas nacionais, porém, persistem, mantendo o Brasil atrás das maiores potências esportivas mundiais:  nos Jogos Olímpicos de Verão de 2016, realizados no Rio de Janeiro, constatou-se que seis em dez escolas públicas do Brasil não tinham quadras para atividades físicas, o que reduziu as possibilidades de peneirar-se novos talentos esportivos.

### Brasileiras nas olimpíadas
A primeira edição dos Olimpíaca em que uma mulher brasileira participou foi em 1932, em  Los Angeles, protagonizado pela nadadora Maria Lenk, que na época foi a única mulher, entre os sessenta e seis homens que formaram a delegação brasileira. Na edição seguinte, nos Jogos Olímpicos de Verão de 1936, em Berlim, Lenk novamente participou de jogos olímpicos, mas dessa vez teve a companhia de outras atletas olímpicas brasileiras, cinco nadadoras e uma esgrimista.
Em Berlim, a pioneira, novamente, deixou sua marca indelével, competindo os 200m no estilo borboleta, tornando-se a primeira mulher no mundo a fazê-lo. Sendo, essa modalidade, posteriormente oficializada. No ano de 1939, durante o auge de sua carreira, a nadadora estabeleceu dois recordes mundiais no nado do peito, demonstrando que estava pronta para enfrentar as principais competidoras, podendo ter sido a primeira mulher a conquistar uma medalha olímpica. No entanto, os Jogos Olímpicos de 1940 e 1944 foram cancelados devido à Segunda Guerra Mundial.
Nas próximas edições, após da paralisação dos Jogos frente a Guerra, em 1948, em Londres, o Brasil contou com onze representantes mulheres e nos Jogos Olímpicos de Verão de 1952, em Helsinque, com apenas cinco competidoras.
Durante as próximas três edições dos Jogos Olímpicos, de 1956, 1960 e 1964, sediadas, respectivamente, em Melbourne, Roma e Tóquio, o Brasil regrediu na representatividade feminina em suas delegações, contando com apenas uma representante, nas modalidades saltos ornamentais e atletismo. Na edição de Tóquio, a brasileira representante, Aída dos Santos, conquistou o quarto lugar no salto em distância, que se tornou o melhor resultada feminino em numa modalidade individual por quarenta e quatro anos.
Nos Jogos Olímpicos de Verão de 1968, sediado na Cidade do México, participaram três atletas, sendo todas do atletismo. Na próxima edição, nos Jogos Olímpicos de Verão de 1972, em Munique, participaram cinco brasileiras. A delegação brasileira do Brasil nos Jogos Olímpicos de Verão de 1976, realizado em Montreal, no Canadá contou com a participação de sete atletas.
Um dos fatores que contribui para a baixa quantidades de mulheres nas olimpíadas entre as décadas de 1930 e 1970, foi a proibição da CND por meio do decreto-lei número 3.199, de 14 de abril de 1941, que permaneceu estabelecido até 1975, o decreto estabeleceu que "às melhores não se permitirá a prática de desportos incompatíveis com as condições de sua natureza, devendo, para este efeito, o Conselho Nacional de Desportos baixar as necessárias instruções às entidades desportivas do país", ademais, o Conselho, por meio do seu regimento, em 1965, também determinou que "não é permitida a prática de lutas de qualquer natureza, futebol, futebol de salão, futebol de praia, polo, halterofilismo e beisebol".
Na década de 1980, vários fatores geopolíticos e diplomáticos contribuíram para o aumento de atletas femininos nas delegações olímpicas brasileira. Devido a esses fatores, foi somente nos Jogos Olímpicos de Verão de 1980, em Moscou, na União Soviética, pela segunda vez, o número de mulheres brasileiras ultrapassou dois dígitos, com a participação de quinze atletas (contra 94 homens), nas modalidades de vôlei, ginástica artística e atletismo. A partir desse ponto, o contingente feminino cresceu progressivamente. No Jogos Olímpicos de Verão de 1984, em Los Angeles, o país contou com vinte e duas atletas, nas modalidades de vôlei, atletismo, ginástica artística, ginástica rítmica, nado sincronizado, saltos ornamentais, tênis e tiro esportivo.
Nos Jogos Olímpicos de Verão de 1988, sediado em Seul, capital da Coreia do Sul, houve trinta e cinco brasileiras, nas modalidades de atletismo, ginástica artística, natação, saltos ornamentais, tênis, tiro, vôlei, vela e judô. Em 1992, nos Jogos de Barcelona, participaram cinquenta e uma mulheres, na qual participaram de modalidades antes já existentes e mais nas novas modalidades estreadas oficialmente, basquete, ciclismo, judô e tênis de mesa.
Após sessenta e quatro anos da primeira participação de uma atleta brasileira, nos Jogos Olímpicos de Verão de 1996, em Atlanta, quando sessenta e seis mulheres brasileiras integraram a delegação brasileira,  foi a primeira vez que atletas brasileiras conquistaram suas primeiras medalhas, ouro e prata, na modalidade vôlei de praia, pelas duplas Jacqueline e Sandra, Mônica e Adriana, respectivamente. Também no vôlei de quadra, o Brasil conquistou a medalha de bronze, após derrotar a Rússia. Nessa ocasião, as atletas representavam 29% do total de atletas e levaram 4 das 15 medalhas, correspondendo a 26% do total.
Nos Jogos Olímpicos de Verão de 2000, realizado em Sydney. o contingente de mulheres brasileiras participantes nas Olimpíadas aumentou significativamente, representando mais de 40% da delegação brasileira nos jogos, totalizando 94 mulheres ante 111 homens, representando 46% da delegação nacional. Elas conquistaram 4 das 12 medalhas que o Brasil recebeu, o equivalente a 33% do total.
Em 2004, nos Jogos de Atenas na Grécia, as mulheres constituíram com quase metade da delegação brasileira: 125 homens e 122 mulheres (49%). No entanto, em termos de medalhas, obtiveram apenas 2 das 10 (20%). Nos Jogos Olímpicos de Verão de 2008, realizado em Pequim, quatro anos depois, elas apresentaram um desempenho ainda mais destacado no selecionado brasileiro. Com uma representação de 48% (133 mulheres e 144 homens), elas conquistaram 7 das 17 medalhas, ou seja, 41%. Após o bom resultado em Pequim, nos Jogos Olímpicos de Verão de 2012, em Londres, o desempenho foi semelhante. Com 123 mulheres (47% do total), as atletas foram responsáveis por 6 das 17 medalhas (35%) conquistadas pelo Brasil.
Nos Jogos do Rio de Janeiro, em 2016, marcou uma edição em que o Brasil teve o maior número de atletas femininas na competição. Foram 209 mulheres, representando 45% do total de 465. Dessas, as mulheres contribuíram com 5 das 19 medalhas conquistadas pelo Brasil, correspondendo a 26% do total.
Devido à Pandemia de COVID-19, os Jogos Olímpicos de Verão de 2020, em Tóquio, foram disputados no ano seguinte. Na delegação brasileira, foram registradas 140 mulheres, representando 43% da comissão brasileira na competição. As mulheres foram responsáveis por oito das vinte uma medalhas conquistadas pelo país na competição.

## Por esporte

### Natação
A Natação foi uma das primeiras modalidades em que as mulheres começaram a ingressar, pois o cenário sociocultural do século XIX e início do século XX era demasiado preconceituoso e definia e limitava as funções das mulheres, no entanto, mesmo dessa forma, a princípio, foi melhor aceito pela sociedade da época, a mulher na dança, ginastica e natação, pois eram consideradas atividades físicas mais harmoniosas para as mulheres.
A primeira competição feminina de natação no Brasil que se tem registro, data de 25 de março de 1917, organizada pelo Associação Atlética de São Paulo (AASP), - mesmo clube que revelou as irmãs Lenk -, na qual a brasileira Sta. Haydée Bueno de Camargo participou numa prova demonstrativa de 50 metros no Rio Tietê, onde ganhou uma medalha de prata. Sendo que essa competição teve efeitos positivos na sociedade paulista, pois a prática esportiva feminina aumentou. No Rio de Janeiro, na sede do Fluminense Football Club, no bairro das Laranjeiras, foi onde ocorreram as primeiras provas femininas. Em 8 de fevereiro de 1920, o clube promoveu uma festa aquática, onde, houve três provas para mulheres. Assim, conquistando espaço para as mulheres nas piscinas.
Em 23 de fevereiro de 1919, em São Paulo, no Festival Sportiva Social, a Senhorita Blanche Pironnet venceu a prova de 350 metros mesmo competindo com outros homens, o que foi um marco para a história e a sociedade na época. No mesmo ano, venceu dois outros atletas do sexo masculino, o que teve muita visibilidade na sociedade paulista. Blanche foi uma pioneira na inserção das mulheres nos esportes. A primeira competição feminina interestadual ocorreu entre paulistas e cariocas em 3 de abril de 1921, a prova era de 200 metros, realizada na enseada de Botafogo e contou com a Blanche Pironnet e outras nove nadadoras, o que chamou a atenção da imprensa.
As pioneiras continuaram a enfrentar a sociedade, em 1922, duas nadadoras, Anésia Coelho e Alice Possolo, se inscreveram para a Prova Clássica Guanabara de 4,1 km de percurso, o que causou um alarde na imprensa, as nadadoras finalizaram a prova em 11.° e 15.° lugar. No ano de 1923, em São Paulo, Irene Martinsen completou a travessia entre Guarulhos - Ponte Grande, com 30 quilômetro, no rio Tietê, em 4 horas 32 minutos e 9 segundos.[carece de fontes?] Em 1924, na Travessia de São Paulo a Nado, dos sessenta e três inscritos, onze eram mulheres, sendo a vencedora da prova feminina Jandyra Barroso e todas as nadadoras completaram a travessia contribuído para a visibilidade da mulher no esporte. Nas edições seguintes, nomes como Maria Lenk, Sieglinde Lenk e Scylla Venâncio foram vencedoras. Nessa época, foram construídas as primeiras piscinas em São Paulo. Em 1930, foi feita a primeira piscina com medidas oficiais para as competições na AASP., onde foi revelado várias campeãs como Maria e Sieglinde Lenk, e Marina Cruz.
A primeira competição exclusivamente feminina de natação contou com mais de cinquenta atletas em São Paulo e no mesmo ano houve também no Rio de Janeiro a primeira competição exclusiva feminina, onde Maria Lenk e Marina Cruz também participaram.
Atletas como Piedade Coutinho e Maria Lenk tiveram sua importância nos primórdios da natação mundial, mas sem ganhar medalhas importantes. Posteriormente foram surgindo várias medalhistas de bronze e prata em Jogos Pan-Americanos, como Lucy Burle, Flávia Delaroli, Fabíola Molina, Rebeca Gusmão, Joanna Maranhão, Daynara de Paula, Larissa Oliveira e Gabriella Silva, entre várias outras, mas o país nunca conseguiu produzir uma atleta campeã Pan Americana ou Mundial até o surgimento de Etiene Medeiros, hoje contando também com participações importantes de Daiene Dias, Jhennifer Conceição, entre outras.
No ano de 2020, o Comitê Olímpico do Brasil (COB) levou atletas brasileiros para treinar em Portugal após a reabertura das instalações esportivas qpós-primeira onda de COVID-19 no país. A delegação de natação tinha 14 homens e uma mulher. A justificativa era focar em atletas com potencial para se destacar em Tóquio, e apenas duas nadadoras se encaixavam. Isso gerou protestos das mulheres na natação, que alegaram falta de investimento ao longo dos anos como razão para a baixa representação. Elas argumentaram que para mudar isso, precisariam de mais apoio para alcançar resultados.

### Atletismo
No atletismo brasileiro, Elizabeth Clara Müller, uma paulistana de ascendência alemã, brilhou como uma das primeiras estrelas, conquistando quatro medalhas de ouro na estreia do Campeonato Brasileiro Feminino em 1940. Aída dos Santos, uma atleta fluminense de Niterói, também deixou sua marca, alcançando a quarta posição no salto em altura nas Olimpíadas de Tóquio em 1964. Nos Jogos Pan-Americanos de 1955, sediados na Cidade do México, o atletismo feminino brasileiro brilhou novamente. Das quatro medalhas conquistadas pelas mulheres brasileiras, duas foram no atletismo. Destaca-se o desempenho das atletas Wanda dos Santos e Deise Jurdelina de Castro, que conquistaram respectivamente o bronze e a prata nas provas de 80m com barreiras e salto em altura. Ambas superaram seus recordes anteriores, apesar de não terem alcançado as finais olímpicas em Helsinque, em 1952, onde competiram nas mesmas modalidades.
Nos Jogos Pan-Americanos de 1967 e 1971, assim como nas Olimpíadas de 1968, Aída dos Santos foi pioneira ao representar o Brasil no pentatlo, uma competição composta por cinco provas. Ela conquistou a medalha de bronze em duas ocasiões consecutivas, estabelecendo um novo recorde sul-americano de 4.531 pontos em Winnipeg, sendo a única medalha de bronze na delegação feminina. É notável que sua apresentação ocorreu durante a Ditadura militar, quando algumas modalidades esportivas, incluindo o pentatlo, estavam proibidas. Essas restrições só foram revogadas no ano de 1979, quando o processo de abertura política do país já estava em andamento.
Com o passar dos anos, mais mulheres como Conceição Geremias e Esmeralda Garcia se destacaram ao conquistar os primeiros títulos do Jogos Pan-Americanos de 1983. Em tempos mais recentes outras atletas se destacaram, Maurren Maggi, a primeira brasileira a ganhar uma prova olímpica individual nos jogos de Pequim em 2008, Fabiana Murer, campeã do salto com vara em Daegu 2011, assim como Rosângela Santos, Letícia Oro Melo, Viviane Lyra, Keila Costa, Jucilene de Lima.

### Tênis
O tênis como esporte foi introduzido no Brasil ao final do século XIX. A primeira partida oficial de tênis no país aconteceu em 1882, na cidade de Petrópolis, no interior do estado do Rio de Janeiro.[carece de fontes?] A prática do esporte começou a se popularizar gradualmente, especialmente entre a elite da sociedade brasileira naquela época e, com o tempo, foi se tornando mais acessível a uma gama mais ampla de pessoas, incluindo mulheres. Ao longo das décadas, o tênis foi se consolidando como um esporte praticado por pessoas de diferentes classes sociais, e as competições e clubes de tênis foram se expandindo em todo o Brasil. A popularidade entre as mulheres foi crescendo gradualmente, e hoje o tênis é praticado por pessoas de todas as idades e gêneros em todo o país.
Pouco se sabe sobre a data exata de quando as mulheres se integraram na prática do esporte, mas especula-se que tenha ocorrido uma grande quantidade de partidas entre as associadas durante a rotina do clube Pernambuco Lawn Tennis Club, levando em consideração o que estava acontecendo na Grã-Bretanha, no Rio de Janeiro e também em São Paulo, outro estado onde o tênis começou a ser praticado de maneira estruturada nos anos 1890.
Durante a virada de século XIX para o XX, observamos a prática do tênis em clubes que não eram predominantemente frequentados por britânicos. Um exemplo notável é um evento organizado em 1900 pelo Cycle Club do Brasil. A programação incluiu não apenas três partidas femininas de tênis, mas também uma competição de corrida de bicicletas destinada às mulheres.
Maria Esther Bueno, surgida nos anos 1950, possui resultados que a colocam como a melhor tenista sul-americana de todos os tempos. O esporte, que recebe pouco investimento no Brasil de modo geral, teve um grande vácuo de talentos nas décadas posteriores neste esporte, com algumas aparições esporádicas como Patrícia Medrado, Niege Dias voltando com mais força apenas nos anos 2010-2020, com Teliana Pereira e logo depois o surgimento das top 10 mundiais Beatriz Haddad Maia e Luisa Stefani.
O ano de 2021 marcou um momento histórico para o tênis brasileiro, especialmente no âmbito feminino. Nas Olimpíadas de Tóquio, Luisa Stefani e Laura Pigossi conquistaram a primeira medalha olímpica do Brasil na modalidade, garantindo o bronze nas duplas femininas. Esta conquista memorável foi o ponto alto de um ano repleto de excelentes resultados para o tênis feminino nacional. A medalha de bronze de Luisa e Laura foi uma das surpresas mais emocionantes para o Time Brasil em Tóquio 2020, sendo obtida após as tenistas assegurarem a vaga olímpica no último momento, devido à desistência de outras competidoras. Essa vitória não só evidenciou o talento das atletas, mas também sua determinação e habilidade em superar desafios.

### Vôlei
O vôlei é o esporte feminino de maior sucesso no país, tanto em resultados quanto em público e popularidade. A Seleção Brasileira de Voleibol Feminino foi estabelecida em 1951 e teve sua estreia no Campeonato Sul-Americano, onde conquistou a medalha de ouro. Mesmo com a falta de tradição no voleibol feminino na década de 50, o Brasil conseguiu manter-se entre os melhores times das Américas, assegurando inúmeros títulos Sul-Americanos e conquistando duas medalhas de ouro em Jogos Pan-Americanos (um em 1959, em Chicago, e outro em 1963, em São Paulo).
Nos campeonatos continentais, a equipe brasileira de voleibol feminino se destacava, porém, não obtinha o mesmo êxito nas competições intercontinentais, geralmente ficando entre o 6º e 8º lugar em campeonatos mundiais e nos jogos olímpicos. O ponto alto nas competições intercontinentais ocorreu em 1996, durante o Campeonato Mundial de vôlei, quando a seleção brasileira feminina conquistou o 5º lugar.
A década de 1990 marcou um período de ascensão para o voleibol brasileiro feminino, especialmente a partir de 1994, quando o técnico Bernardinho assumiu a equipe. Nesse ano, o Brasil conquistou o vice-campeonato no Mundial realizado em casa, além de uma medalha de ouro no Grand Prix e uma medalha de prata na Copa do Mundo de Vôlei em 1995. Com talentos emergentes como Ana Moser, Fernanda Venturini, Ana Paula, Márcia Fu, Fofão, Virna, Hilma e Leila, o voleibol brasileiro passou a rivalizar com a Seleção de Cuba, considerada a melhor equipe do mundo na década de 90.
A partir de 1996, a equipe brasileira de voleibol feminino começou a acumular conquistas importantes, garantindo medalhas de bronze nas Olimpíadas de Atlanta, em 1996, e nos Jogos de Sydney, em 2000. Com títulos no Grand Prix, Campeonatos Mundiais e Copas do Mundo, a cereja do bolo foi a inédita medalha de ouro olímpica conquistada em 2008, nos Jogos de Pequim, na China, após vencer os Estados Unidos por 3 sets a 1. Após uma série de triunfos sob o comando de Bernardinho, ele assumiu a equipe masculina, deixando a Seleção feminina sob a liderança de Marco Aurélio Motta. Com a chegada do técnico José Roberto Guimarães em 2003, houve uma renovação na equipe, dando espaço para novos talentos como Mari, Sheilla, Paula Pequeno, Sassá, Carol Gattaz, Fabiana, Valeskinha, Jaqueline, entre outras.
O sucesso do vôlei brasileiro é resultado de um trabalho excepcional da Confederação Brasileira de Vôlei. Desde 1972, as categorias de base do vôlei masculino e feminino conquistaram mais de cem pódios em competições internacionais. Esse cenário promissor aponta para um futuro brilhante para o vôlei no Brasil. A cada nova geração, emerge uma nova era de campeões, consolidando o país não apenas como a terra do futebol, mas também como um grande protagonista no cenário mundial do voleibol.
Até 2023, a seleção feminina de vôlei já acumulou 5 medalhas olímpicas (2 de ouro, 1 de prata, 2 de bronze), 4 vice-campeonatos mundiais, além de 12 títulos do Grand Prix. O país tem várias jogadoras entre as melhores de todos os tempos, como Sheilla Castro, Jaqueline Carvalho, Fabi, Ana Moser, Fofão e Fernanda Venturini, entre outras.

### Vôlei de Praia
O vôlei de praia teve origem nas praias da Califórnia nos anos de 1940 e era visto no Brasil como um passatempo informal. Nos anos 1950, houve as primeira competições no país, especialmente no Rio de Janeiro, principalmente em Ipanema e Copacabana. No ano de 1996, nos Jogos Olímpicos de Atlanta, o vôlei de praia foi oficialmente incluído, e o Brasil conquistou medalhas de ouro e prata no feminino, além de alcançar o nono lugar no masculino. Em um curto período de profissionalismo, o vôlei de praia experimentou um notável crescimento no Brasil, especialmente na categoria feminina, onde as duplas brasileiras competem de igual para igual com as norte-americanas. Basta observar o desempenho do Brasil nas Olimpíadas femininas para perceber a superioridade das atletas brasileiras.
Anteriormente, já havia um Campeonato Mundial desde 1987, que foi oficializado em 1997. Sandra Pires e Jackie Silva foram as primeiras campeãs olímpicas do esporte, com Mônica Rodrigues e Adriana Samuel obtendo a prata. Além destas, outras duplas se destacaram, obtendo medalhas olímpicas e títulos mundiais, como Ana Paula Henkel e Sandra Pires, Adriana Behar e Shelda Bedê, Juliana Silva e Larissa França e Bárbara Seixas e Ágatha Bednarczuk.

### Basquete
No Brasil, o basquete foi introduzido em 1896 pelo professor norte-americano Augusto Shaw, quando veio lecionar na Universidade Presbiteriana Mackenzie, em São Paulo. O esporte encontrou mais popularidade entre as mulheres inicialmente.[carece de fontes?] Com o passar do tempo, o basquete feminino também evoluiu. No ano de 1946, foi formada a primeira Seleção Brasileira da modalidade, e logo no primeiro ano, conquistaram um grande feito: o vice-campeonato no primeiro Campeonato Sul-Americano, abrindo caminho para uma trajetória de sucesso.
A trajetória das brasileiras no basquete demonstra uma evolução contínua, com conquistas que se sucederam de competição em competição. Em 1971, um marco importante foi alcançado com a conquista da primeira medalha de bronze no Campeonato Mundial. Em 1992, a Seleção Brasileira de Basquete Feminino estreou nos Jogos Olímpicos, participando de todas as edições desde então. Esse período, de fato, representa uma era dourada para o basquete feminino brasileiro.
Hortência Marcari é a jogadora mais vitoriosa em termos de resultados: derrotou os Estados Unidos na semifinal do Mundial de 1994 (posteriormente sendo campeã mundial), com jogadoras como Magic Paula e Janeth Arcain, consideradas duas das maiores jogadoras da história do país com Hortência; além de ter sido vice-campeã olímpica em 1996 (onde os EUA tiveram sua revanche, vencendo o Brasil).  A seleção nacional de basquete feminina também obteve o bronze olímpico em 2000.

#### Brasileiras na WNBA
A Women's National Basketball Association (WNBA), a liga feminina de basquete nos Estados Unidos, foi fundada em 1996. Diversas jogadoras brasileiras brilharam nessa liga. Uma das mais icônicas é Janeth Arcain, que atuou na WNBA entre 1997 e 2005. Além de ter sido a primeira brasileira na liga, a armadora conquistou quatro títulos com o Houston Comets, de 1997 a 2000. Em 2015, Janeth foi honrada com a entrada no Hall da Fama do Basquete Feminino, um tributo às maiores estrelas do esporte.
Outra notável jogadora brasileira na WNBA foi Iziane Marques, que passou 11 anos na liga, de 2002 a 2013, defendendo seis equipes diferentes e alcançando as finais duas vezes com o Atlanta Dream. Érika de Souza também deixou sua marca, ingressando na WNBA em 2002 e conquistando um título já na sua primeira temporada pelo Los Angeles Sparks. A pivô foi selecionada para o All-Star Game três vezes durante sua passagem pelo Atlanta Dream, onde também acumulou três vice-campeonatos. Atualmente, Damiris Dantas é a única brasileira presente na liga, representando o Minnesota Lynx desde que foi draftada em 2012.

### Rugby
O rugby destaca-se como um dos esportes originalmente masculinos mais tradicionais e praticados, sendo inicialmente considerado exclusivamente para homens devido a ideias culturalmente associadas à vulnerabilidade física feminina. No entanto, a dinâmica única do jogo e a sua origem ligada a práticas medievais de jogos de bola evoluíram ao longo do tempo, acompanhando mudanças nas percepções de gênero. A Declaração Universal dos Direitos Humanos, em 1948, desencadeou debates sobre a segregação relacionada a gênero, permitindo o surgimento de uma nova consciência feminina em diversas esferas, incluindo os esportes, onde as mulheres, inicialmente excluídas, buscaram representação.
O Rugby no Brasil teve início em 1891 com a fundação do Clube Brasileiro de Futebol Rugby no Rio de Janeiro e, em 1895, Charles Miller introduziu o esporte em São Paulo pelo São Paulo Athletic Club.  A presença feminina no cenário esportivo, incluindo o Rugby, começou a ganhar espaço no século XIX, desafiando as normas que limitavam as mulheres a papéis tradicionais. No Brasil, o Rugby feminino teve início em 1997, com equipes em Florianópolis, Santa Catarina, e desde então, a seleção brasileira enfrentou desafios e preconceitos para se estabelecer como uma potência no esporte. Apesar dos estigmas enfrentados, a seleção feminina brasileira de Rugby conquistou o título de Campeã Sul Americana por dez vezes, desafiando a ideia de que o Rugby é exclusivamente masculino. O preconceito persistente em relação à modalidade destaca a importância do papel do profissional de Educação Física na informação e educação sobre o Rugby, desmistificando a noção de que é um esporte violento e destinado apenas aos homens.
As primeiras partidas de Rugby XV feminino no Brasil ocorreram em 2003, mas a Seleção Brasileira Feminina de Rugby XV foi oficialmente formada em 2008, realizando sua estreia histórica contra a Holanda. O Brasil enfrentou as holandesas em um jogo equilibrado, resultando em uma derrota por 10 a 0. Após esse confronto, as brasileiras venceram o Utrecht por 35 a 6 e empataram com o DIOK por 5 a 5, ambas equipes locais. A modalidade de Rugby XV feminino foi temporariamente deixada de lado com o foco no Rugby Sevens para a estreia olímpica em 2016, mas retornou em 2019 com um amistoso contra a Colômbia.
No ano de 2016, o Rugby retornou aos Jogos Olímpicos na modalidade de sevens, com partidas emocionantes nos circuitos mundiais masculino e feminino. Na competição, o Brasil ficou com o nono lugar.

### Judô
O judô chegou no Brasil com os imigrantes japoneses em meados de 1910, e sendo praticado só por homens, pois na época não era bem-visto mulheres praticando esportes no Brasil e essa situação foi ainda mais respaldada com o Decreto-Lei 3.199, de 1941. No entanto, mesmo sendo proibido na época, há registro da década de 1960 que uma aula de judô para mulheres foi ministrada por uma japonesa visitante, também há relato de uma judoca foi impedida de ter sua faixa reconhecida, o que evidência que a modalidade era praticada mesmo com as proibições.
Em 1979, ex-presidente da Confederação Brasileira de Judô (CBJ) enviou quatro atletas para o campeonato de Montevidéu, mas que preferiu troca os nomes delas para nomes masculinos, para não perde patrocínios do CND, e para o Brasil ter uma equipe feminina representante, pois o Brasil era um dos poucos países da América a não ter uma equipe feminina. Além disso, nessa mesma competição essa equipe feminina garantiu vitórias para o Brasil.
Depois dessa competição, em 1980, foi organizado o primeiro campeonato brasileiro feminino de judô, no Rio de Janeiro, na qual participaram muitas atletas do Rio, Rio Grande do Sul, São Paulo e Bahia. O campeonato, mais tarde, serviu como seletiva para o primeiro campeonato mundial de judô feminino dos Estados Unidos.
Dos anos 1980 a 2000, o judô avançou lentamente, por muitas vezes com competições que não seguiam os critérios da Confederação Brasileira de Judô. Nessa época, mesmo que as atletas tivessem tendo resultados expressivos, a Confederação Brasileira de Judô não levava as atletas para mais de uma competição internacional anualmente.
De 2006 em diante, com o apoia da CBJ, e as políticas de desenvolvimento ao esporte nacional, o desempenho feminino nas competições ficou mais visível. Em 2009, com as políticas de investimento em infraestrutura do esporte do COB, foi possibilitado que mais atletas femininas tivessem maior oportunidade de ir para os Jogos Olímpicos.
O Judô é um esporte costumeiramente recomendado para crianças no Brasil, e, portanto, é largamente praticado. Há uma crescente tradição internacional no esporte, constantemente conquistando medalhas e títulos. O esporte foi trazido e desenvolvido pela grande comunidade japonesa do país. Entre os maiores expoentes do esporte até hoje estão: Sarah Menezes e Rafaela Silva, que foram campeãs olímpicas e obtiveram o bronze olímpico, Ketleyn Quadros e Mayra Aguiar, além de outras atletas terem ganho medalhas em campeonatos mundiais, como Beatriz Souza, Maria Portela, Maria Suelen Altheman, Érika Miranda, Daniele Zangrando, entre outras.

### Ginástica Artística
Nas Olimpíadas de Moscou, em 1980, Cláudia Magalhães foi a 1ª brasileira a conseguir entrar nos Jogos. Nos Jogos de Los Angeles, Tatiana Figueiredo conquistou a 27ª posição.
Luisa Parente conquistou a 35ª posição na final do concurso geral, nos Jogos Olímpicos de Seul. Posteriormente, tornou-se a primeira ginasta brasileira a conquistar vaga para disputar uma segunda edição, nos Jogos de Barcelona, Nos Jogos de Sydney, em 2000, pela primeira vez em sua história, a seleção brasileira levou duas representantes: Daniele Hypólito, que, como estreante aos quinze anos, foi a 21ª colocada na classificação geral, 17ª nas barras assimétricas e 16ª na trave, e Camila Comin. Com este resultado, Hypólito atingiu a melhor colocação geral daquele ciclo. A partir do início do século XXI, a ginástica brasileira começou a ter desempenhos mais expressivos em Jogos Olímpicos. Em 2004, Daiane dos Santos se classificou para a final do solo, terminando na 5ª colocação. Em 2008, Jade Barbosa alcançou a 7ª colocação no salto e a 10ª colocação no individual geral. A equipe conquistou o 8º lugar naquele ano. Em 2016, a equipe repetiu a 8ª colocação no torneio, enquanto Flávia Saraiva alcançou o 5º lugar na trave. Em 2020, a ginasta Rebeca Andrade conquistou as primeiras medalhas brasileiras na modalidade: prata no individual geral e ouro no salto.

### Futebol
No Brasil, durante quatro décadas, jogar futebol para mulheres foi considerado um assunto polêmico, resultando em sua exclusão oficial da maior paixão nacional, mesmo sendo o país conhecido como o "país do futebol". Até 1979, as mulheres no Brasil foram proibidas por lei de praticar esportes considerados "incompatíveis com sua natureza". Essa restrição, baseada em políticas autoritárias europeias, gerou atrasos no desenvolvimento esportivo e limitou o acesso das mulheres a essas atividades, que eram vistas como masculinas. A proibição foi revogada após anos de luta e resistência das mulheres. Apesar da proibição, as mulheres persistiram na prática esportiva de forma discreta, não registrada nos documentos da época. Isso reflete uma tentativa de ocultar sua contribuição na história esportiva. Um exemplo é a equipe feminina pioneira de Araguari, que existiu por menos de um ano em 1958, sendo um dos poucos registros conhecidos no Brasil dessa resistência. Outro exemplo feminino de resistência é o da brasileira Léa Campos, que desafiou a proibição vigente na década de 70 e tornou-se a primeira árbitra de futebol reconhecida oficialmente no Brasil. Ela completou um curso de arbitragem e obteve licença para atuar em alguns estados, chegando a apitar jogos tanto femininos quanto masculinos, marcando sua importância na história do esporte.
O futebol feminino é um esporte recente: a primeira Copa do Mundo FIFA de Futebol Feminino só ocorreu em 1991, e só foi incluído nos Jogos Olímpicos em 1996, onde o Brasil conseguiu alcançar o quarto lugar. No início, ainda tratada com muito amadorismo, a seleção feminina conseguiu sua primeira medalha FIFA em 1999, alcançando o 3º lugar na disputa nos EUA. O Brasil também conseguiu ser vice-campeão mundial em 2007 e vice-campeão olímpico em 2004 e 2008. A primeira medalha de ouro foi conquistada nos Jogos Pan-Americanos de 2003, em Santo Domingo. Em 2019, o futebol feminino no Brasil começa a vivenciar uma nova fase. Os clubes passam a ser obrigados a ter equipes femininas e participam ativamente do Brasileiro Série A2.

### Taekwondo
O Taekwondo, arte marcial coreana, enfrenta estereótipos de gênero, mas atrai cada vez mais mulheres no Brasil, destacando-se por atletas como Natália Falavigna, primeira brasileira a medalhar nos Jogos Olímpicos na modalidade. A luta enfrenta preconceitos arraigados, como Kubra Dagli, campeã mundial, que ainda lida com comentários sobre sua obrigação de se casar e cuidar dos filhos. Apesar do crescimento feminino, a participação das mulheres em esportes considerados masculinos enfrentou proibições no passado no Brasil, só sendo liberada em 1979.
Com mais de 2.000 anos de história, o Taekwondo busca equilíbrio físico e mental, embasado em valores como cortesia e perseverança. Sua graduação segue uma hierarquia de faixas e "dans", com exames práticos e teóricos para avançar. Presente em cerca de 170 países, o esporte ganha popularidade no Brasil desde os anos 70, com mestres que o introduziram no país. Mulheres de diversas idades e habilidades encontram no Taekwondo um espaço inclusivo, enfrentando desafios como conciliar a maternidade com a prática, mas encontrando no esporte um ambiente que respeita os limites femininos.
Natália Falavigna é a maior atleta brasileira da história da modalidade, tendo sido 4.° colocada nas Olimpíadas de 2004, campeã mundial em 2005, e medalhista de bronze olímpica em 2008. Milena Titoneli foi medalha de bronze duas vezes em Mundiais, e 4° colocada nas Olimpíadas de 2020.

### Skate
O Skate, um esporte antes underground, vem nos últimos anos ganhando larga popularidade mundial. No Brasil, é praticado desde os anos 70, sendo um esporte bastante difundido. A primeira pista de skate da América Latina foi inaugurada em 1976 em Nova Iguaçu, Rio de Janeiro, onde ocorreu o primeiro campeonato brasileiro de skate em julho de 1977. A primeira revista impressa sobre o universo feminino do skate surgiu graças a um grupo de brasileiras. Liza Araújo, Ana Paula Negrão e Luciana Ellington foram as mentes por trás do "Check It Out", um zine que alcançou reconhecimento internacional na década de 90. E no ano de 1998, Patrícia Rezende, Giuliana Ricomini, Liza Araújo, Ana Paula Negrão, Catharina Huh e outras pioneiras apresentaram ao mundo "Dona Maria", o primeiro vídeo de skate feminino produzido no Brasil.
Os X Games foram fundados em 1995, o Campeonato Mundial de Skate em 2011, e o esporte entrou nos Jogos Olímpicos em 2020. Letícia Bufoni ganhou sua primeira medalha nos X Games em 2010, tendo sido campeã mundial em 2015. Pâmela Rosa ganhou sua primeira medalha nos X Games em 2014, sendo hoje bicampeã mundial. O maior destaque, porém, tem sido Rayssa Leal, que obteve a prata olímpica aos 13 anos na primeira edição do esporte nos Jogos Olímpicos, além de já ser bicampeã mundial e dos X Games.

### Iatismo
Embora seja no geral inacessível para a população em geral, o iatismo tem larga tradição no Brasil. As primeiras medalhas olímpicas femininas do país foram obtidas por Fernanda Oliveira e Isabel Swan em 2008. O maior destaque tem sido a dupla Martine Grael e Kahena Kunze, bicampeãs olímpicas em 2016 e 2020.

### Boxe
Apesar de ser uma escola esportiva antiga no Brasil, o país tem desvantagem em relação aos Estados Unidos, México, Japão e ao continente europeu no que tange à comercialização do esporte (não tem tanto alcance popular como em locais como o México, onde é praticamente o esporte nacional principal), tornando-o um país secundário no cenário mundial do boxe. Porém, nos anos 2010, o esporte ressurge com força, com boxeadores nacionais começando a obter medalhas olímpicas neste esporte. Salvador se mostra o maior centro de formação de boxeadores no país. O boxe feminino foi incluído pela primeira vez nos Jogos Olímpicos de Londres 2012, onde Adriana Araújo obteve a primeira medalha nacional, um bronze. Posteriormente, surge Beatriz Ferreira, que se torna campeã mundial amadora em 2019 e vice-campeã olímpica em Tóquio 2020. No boxe profissional, Rose Volantê foi campeã mundial entre 2017 a 2019 pela Organização Mundial de Boxe.

### Xadrez
A Olimpíada de Xadrez Feminino acontece desde 1957 e o Brasil tem marcado a sua presença desde 1972, participando de 23 das 43 edições já realizadas. Durante essas competições, as enxadristas brasileiras conquistaram um total de 4 medalhas olímpicas na história do evento: uma de ouro, em 1984 por Jussara Chaves, duas de prata, em 1972, por Ruth Cardoso e 1974 por Ivone Moysés, e uma de bronze, em 1992 por Regina Ribeiro. Ao todo, 34 enxadristas já representaram o país nessa competição por equipes.

### Tiro com arco
O tiro com arco foi introduzido no Brasil na década de 1950 por Adolpho Porta, um comissário de voo da Panair do Brasil. Ele descobriu o esporte enquanto estava baseado em Lisboa e, em 1955, ao retornar ao Brasil, trouxe consigo alvos, arcos, flechas e um regulamento da Federação Internacional. Apesar de pouca informação, sabe-se que, diferente de outras modalidades, o tiro com arco incluiu as mulheres desde seus primeiros passos, e é notável que elas vem se destacando nos últimos anos. Em 2021, a equipe feminina brasileira de arco recurvo terminou em quarto lugar na competição por equipes no Mundial de Yankton, nos Estados Unidos. O trio composto por Ana Machado, Ane Marcelle e Sarah Nikitin foi derrotado pela equipe da França na disputa pela medalha de bronze, com o placar de 6 a 2, porém, inicialmente, a equipe brasileira chegou a abrir 2 a 0 na disputa, sendo este o melhor resultado do país nessa categoria na história dos Mundiais.

## Esportes em ascensão

### BodySurf
O BodySurf é uma categoria de esporte considerada lúdica, orgânica e a mais primitiva e pura forma de surf pois o desportista utiliza apenas seu corpo, como se fosse uma prancha, para deslizar nas ondas do mar. Inicialmente utilizado pelos profissionais de pesca submarina para sair do mar, também considerado apenas como diversão, a pegada do famoso “jacaré”, tem ganhado força e visibilidade mundial ao longo dos anos. O BodySurf feminino no Brasil ainda é muito incipiente, tem poucas adeptas, em torno de uma ou duas dezenas de mulheres que o praticam como modalidade esportiva. Ao longo do tempo ganhou alguns equipamentos como as nadadeiras “pé de pato” e Wetsuit, a “roupa de borracha”. Ao princípio as poucas mulheres que praticavam esse esporte competiam junto com os homens, desbravando assim um espaço feminino a ser reconhecido. Recentemente foi realizado o primeiro campeonato exclusivo na categoria BodySurf feminino na praia da Ferrugem/SC, Brasil em 2023.  Esse esporte vem se organizando silenciosamente para ser reconhecido como uma categoria a ser inclusa como modalidade olímpica. Briguitte Linn Wiedemeyer, educadora física, nadadora profissional e incentivadora do BodySurf, uma das mais antigas praticantes desta modalidade e conectada ao mar desde os seus 3 anos de idade, quando ganhou suas primeiras nadadeiras, afirma: "O BodySurf é a melhor forma de adaptação do ser humano ao meio líquido, aprendendo a respeitar o mar e conectar-se a ele sem medos."

### Flag Football
Dentre as modalidades menos populares e em crescimento no Brasil, a que mais faz sucesso entre o público feminino é o Flag Football, que teve sua primeira Seleção Brasileira criada em 2012, sendo inclusive a primeira Seleção Sul-Americana.

### Futebol Americano
Desde 2014, as mulheres já contam com um Campeonato Brasileiro na modalidade, e o Mundial de Futebol Americano tem observado um crescimento constante no número de participantes a cada edição. Em fevereiro de 2018, a Confederação Brasileira de Futebol Americano (CBFA) lançou o primeiro Campeonato Brasileiro de futebol americano feminino, buscando uma competição econômica, com jogos coincidindo com os das ligas masculinas. Assim, ocorreu a primeira Copa do Brasil de futebol americano feminino em 2018, apoiada pela CBFA e nomeada Copa Sport America do Brasil Feminino por questões de patrocínio. Com a participação de 7 times, o Sinop Coyotes, de Mato Grosso, sagrou-se campeão. Vale notar que quatro edições anteriores do Campeonato Brasileiro de futebol americano feminino foram organizadas pelas próprias equipes.
Em 2023 a Seleção Brasileira de Futebol Americano feminina, o Brasil Onças, venceu seu 1.° jogo contra a seleção da AFE USA All Stars, conquistando o título do Unity Bowl.

## Desafios enfrentados pelas atletas mulheres
Antigamente, no contexto esportivo, as mulheres eram vistas como intrusas em um espaço destinado principalmente aos homens. O esporte era associado a características como força, determinação e superação, tradicionalmente atribuídas ao sexo masculino, seja como forma de lazer ou para propósitos militares. A participação das mulheres no mundo moderno do esporte foi vista como algo que desafiava os valores tradicionalmente masculinos e também como uma forma de se integrar de modo moderno e civilizado na sociedade.
Até meados do século XIX, as mulheres no Brasil tinham uma participação limitada na sociedade, especialmente no âmbito esportivo, devido à estrutura patriarcal e conservadora que as destinava principalmente ao papel de esposas e mães. Com a independência do país e a influência dos avanços europeus, houve uma abertura para novos costumes e bens importados. Porém, ao estar atrelada a uma construção social embasada no sexismo, alguns preconceitos relacionados ao sistema sexo-gênero ainda perduram.
Tanto homens quanto mulheres da elite demonstravam suas habilidades esportivas em espaços públicos, reforçando a superioridade de sua classe. Modalidades como tênis e hipismo também indicavam uma certa igualdade entre os sexos, sendo o hipismo especialmente popular entre homens e mulheres da oligarquia, e o tênis associado à elegância das elites europeias, permitindo que as mulheres jogassem com graça, sem perder sua feminilidade e charme. Mas, tal igualdade não era abrangente para todas as pessoas, sendo comum mulheres serem cerceadas de práticas esportivas por conta do seu sexo, atrelando a prática esportiva apenas ao sexo-gênero masculino como um marcador social de coragem, aventura e força, encarado tipicamente como funções dos homens.

As crenças tradicionais defendiam que o cansaço e a competição esportiva eram contraproducentes para as mulheres, que supostamente deveriam se dedicar à criação dos filhos em casa. Embora esse pensamento tenha perdido influência com o avanço dos direitos das mulheres, ainda se observam vestígios dessas ideias em algumas partes do mundo, incluindo o Brasil. Publicado em 14 de abril de 1941, e vigente até 1975, o Decreto-Lei 3.199, assinado pelo então presidente Getúlio Vargas, estabelecia bases de organização dos desportos em todo o Brasil, dando origem ao Conselho Nacional de Desportos (anteriormente conhecido como CND). Este conselho foi designado para supervisionar e regular todos os esportes, bem como suas respectivas federações e confederações no país. Porém, foi no Art. 54 que foi definida a proibição da prática pelas mulheres de diversos esportes que fossem de encontro com a "condições de sua natureza", sendo o futebol o primeiro a ser banido.
Art. 54. Às mulheres não se permitirá a prática de desportos incompatíveis com as condições de sua natureza, devendo, para este efeito, o Conselho Nacional de Desportos baixar as necessárias instruções às entidades desportivas do país.
Importante frisar a condição atrelada ao sexo da mulher quando o artigo denota para: "desportos incompatíveis com as condições de sua natureza" e não a relação única de comportamento social. Essa observação é relevante ao reforçar o conceito de sexo como distinto de gênero, apesar de serem fortemente interligados através do sistema sexo-gênero, indissociável do modo de produção da sociedade atual.
A maternidade de atletas mulheres é outro ponto relevante nessa explanação, pois por serem mulheres há uma demanda social atrelada ao ato de gestar, como para todas as mulheres. Para a atleta, uma gestação significa abandonar por meses seu trabalho e seu preparo físico. Se o esporte é a sua fonte de renda, o conflito entre carreira de atleta e maternidade é pertinente e desafiador. A jogadora de vôlei de praia Ágatha, vice-campeã olímpica, mostrou em reportagem como a gestação e o nascimento demandam da sua rotina de atleta, demonstrando como o abandono das competições e dos patrocinadores repercutem na sua prática profissional, relato compartilhado por outras atletas como a multicampeã olímpica  Allyson Felix (velocista norte-americana). A atleta chegou a afirmar: "Nós atletas sabemos que essas histórias que estão sendo contadas são verdade, mas temos muito medo de dizer publicamente: se tivermos filhos, corremos o risco de nos cortarem (dinheiro) de nossos patrocinadores durante nossa gravidez e depois". O que demonstra que essa realidade não é exclusiva das mulheres atletas brasileiras e sim de atletas mulheres.